# Adnan Menderes
Ali Adnan Ertekin Menderes, född 1899 i Aydın, Turkiet, död genom avrättning 17 september 1961 på Imrali, var en turkisk politiker. Han var landets premiärminister 1950–1960, och grundade Turkiets Demokratiska Parti (DP). Han avsattes i en militärkupp 1960, och dömdes året därpå för landsförräderi och grundlagsbrott till döden.

## Biografi
Adnan Menderes kom från en rik storgodsägande släkt i Turkiet, och motsatte sig de restriktioner som Atatürk ålagt borgarklassen med den etatiska devletcilik-politiken. Menderes bildade och var medlem av flera politiska partier som förbjöds, innan han 1946 grundade Demokratiska Partiet (Demokrat parti på turkiska) tillsammans med Celal Bayar som var partiledare fram till år 1950. Menderes tillträdde som partiledare den 9 juni 1950 efter att Bayar hade avgått för att tillträda som Turkiets president.
Efter det första fria valet i Turkiet 1950, blev Adnan Menderes oväntat vald till landets premiärminister, och landet började betraktas som demokratiskt i västerländsk mening.  Menderes förde in Turkiet i NATO, 1952, samma år som Grekland också blev medlem. Till 1949 hade all religionsundervisning förbjudits i Turkiet, fastän all undervisning fram till 1924 skötts av religiösa samfund, och arabiska språket förbjöds i officiella sammanhang, även för muezziner. Menderes hävde förbuden och andra religiösa restriktioner 1950.
1954 återvaldes Menderes, men han hade infört nya vallagar som blev skarpt kritiserade, och en stark maktkoncentration till regeringen inrättades. Arbetarklassen och bondebefolkningen motsatte sig de ekonomiskt liberala reformerna. Landet drabbades av svår ekonomisk kris, och all opposition slogs ner våldsamt.
Vid valet 1957 menade Republikanska folkpartiet under Ismet Inönü att valet var förfuskat genom de nya lagarna, eftersom de trots att de nått majoritet inte ansågs ha vunnit valet. 
Utrikespolitiskt var huvudämnet Cypernfrågan, under Menderes likväl som för många andra turkiska regeringar. Under Menderes regeringstid började det grekcypriotiska EOKA bedriva ett gerillakrig på ön (1955-1959), vilket så småningom ledde till att kronkolonins intressenter (Storbritannien, Turkiet och Grekland) kom överens om att ön skulle bli en självständig stat. Menderes var den företrädare för Turkiet som ingick och skrev under Zürichavtalet 1959, vilken gav ön status av en enhetsstat, i vilken ett kvoteringssystem skulle tillgodose olika folkgruppers intressen. Avtalet var i strid emot turkcyprioternas önskan om taksim, en delning av ön och en union eller förening med Turkiet för turkcyprioternas vidkommande. Till Zürichavtalet skulle Storbritanniens godkännande undertecknas i London den 19 februari. På väg dit råkade Menderes ut för en flygolycka, vid vilken en parlamentsledamot, hans informationsminister och tretton andra dignitärer dog. Menderes var en av tio som överlevde
1960 började Menderes sätta käppar i hjulet för Republikanska folkpartiet, vilket försvårade deras arbete. I april 1960 gjorde studenter uppror mot hans styre, vilket följdes av en demonstration av elever vid kadettskolan. Menderes svarade genom att utlysa undantagstillstånd med mötesförbud. I en militärkupp 27 maj 1960, ledd av Kemal Gürsel, avsattes Menderes. Gürsel hade varit generalstabschef, men avskedats tidigare under månaden. Efter kuppen ledde Gürsel landet med en militärjunta i vilken han själv till vidare blev stats- och regeringschef innan kommande val. Landet styrdes med dekret som en diktatur. Ett tungt vägande skäl till kuppen var att Menderes var välvilligt inställd till islam och lät islamism få stort utrymme i politiken i Atatürks sekulära stat.
Efter kuppen fördes Menderes och hans närmaste till ön Yassiada, åtalade för landsförräderi och grundlagsbrott. Den följande rättegången mot honom och hundratals andra personer inleddes den 14 oktober 1960. Bland annat anfördes att Menderes legat bakom Istanbulpogromen 1955, att han slösat bort statsfonder för privat konsumtion, samt att han skulle ha låtit förfölja och attackera oppositionen under Inönü vilket inneburit att oppositionsledarens liv varit i fara. Domen föll den 15 september 1961, då president Celal Bayar och Menderes dömdes till döden, tillsammans med tretton andra politiker. 461 andra dömdes till fängelse, och 43 till livstids fängelse. Menderes närvarade inte i rätten när domen föll, eftersom han var intagen på sjukhus efter ett självmordsförsök. Dödsdomen mot Menderes verkställdes den 17 september 1961 genom hängning på ön Imrali. Åklagarens bevisning och domen blev internationellt kritiserad. Att han bar ansvaret för att landet var ruinerat ifrågasattes inte, men däremot rättegångsförfarandet, de många underliga åtalspunkterna, och att påföljden var så hård.
Ismet Inönü antogs ligga bakom militärkuppen, men inga sådana bevis har framlagts, och ryktet tillbakavisades av såväl Gürsel som Inönü själv. Denne valdes den 15 oktober 1961 till regeringschef med 173 mandat, mot det Menderesvänliga Rättspartiets 158. Demokrat Parti hade förbjudits inför valet.